# La caduta dell'aquila
La caduta dell'aquila (The Gods of War) è un romanzo storico di Conn Iggulden del 2006, quarto della serie Imperator.

## Trama
Il libro riprende le vicende storiche di Giulio Cesare a partire dalla guerra civile con Pompeo, subito dopo l'attraversamento del Rubicone.
Il racconto segue le vicende della battaglia di Farsalo, dove Cesare ha sconfitto le ben più numerose truppe di Pompeo. Il console romano vuole però inseguire il suo nemico in Egitto, dove si è rifugiato. Appena giunto ad Alessandria scopre, con amarezza, che è stato ucciso su ordine di Tolomeo XIII. A questo punto il dittatore romano trama, insieme a Cleopatra, contro lo stesso Tolomeo XIII. I due sono inizialmente costretti ad una strenua resistenza all'interno del palazzo reale di Alessandria, fino alla liberazione delle truppe romane giunte in aiuto dopo diversi mesi. Il racconto termina con il tragico epilogo di Cesare avvenuto a Roma nelle famose Idi di marzo del 44 a.C.

## Edizioni
- Conn Iggulden, La caduta dell'aquila, traduzione di Gianna Lonza, Piemme, 2006,  p. 429, ISBN 9788838433535.
- Conn Iggulden, Imperator - La caduta dell'aquila, traduzione di Gianna Lonza, Piemme, 26 giugno 2018,  p. 426, ISBN 9788856665871.